# Бостандыкское восстание
Бостандыкское восстание 27—30 сентября 1929 года — протест жителей Бостандыкского района Сыр-Дарьинского округа Казакской АССР (ныне на территории Узбекистана) против тяжёлого налогообложения и насильственных действии советской власти в ходе хлебозаготовительной кампании. Организаторами Бостандыкского восстания, в котором участвовало около 500 человек, являлись Т. Мусабаев и У. Майлыбаев. В сражении у зимовки Бричмолла на помощь восставшим пришел басмаческий отряд И. Чаныбекова. Восстание было подавлено отрядом ОГПУ, 50 человек из повстанцев погибли, 2 человека приговорены к расстрелу, 36 — осуждены на 10 лет пребывания в исправительных лагерях, 7 — отправлены и ссылку на 5 лет.